# Phytomyza uncinata
Phytomyza uncinata este o specie de muște din genul Phytomyza, familia Agromyzidae, descrisă de Mitsuhiro Sasakawa în anul 1986. Conform Catalogue of Life specia Phytomyza uncinata nu are subspecii cunoscute.